# لئوناردو دا سیلوا سوزا
لئوناردو دا سیلوا سوزا (به پرتغالی: Leonardo da Silva Souza) هافبک اهل برزیل است که در شهر برزیل و در تاریخ ۱۸ مارس ۱۹۹۲ به دنیا آمده‌است.
لئوناردو دا سیلوا سوزا در تیم‌های فوتبال متالورگ دونتسک، قبله، آنژی مخاچ‌قلعه، پارتیزان، الاهلی عربستان و الوحده سابقهٔ حضور دارد.